# Sophia Grojsman
Sophia Grojsman (Bielorussia, 8 marzo 1945) è una creatrice di profumi statunitense.

## Biografia
Nata in Bielorussia, un ex stato sovietico, Sophia Grojsman si trasferì in Polonia nel 1960 all'età di quindici anni, per poi immigrare negli Stati Uniti d'America nel 1965 dove un anno dopo iniziò a lavorare presso l'IFF (International Flavors & Fragrances Inc.), come assistente di laboratorio di Ellie Fox. In seguito la Grojsman lavorerà anche con importanti profumieri come Josephine Catapano e Ernest Shiftan.
Nel corso degli anni novanta e duemila realizzerà alcune fra le più celebri fragranze del mercato come Nude di Bill Blass, Eternity di Calvin Klein, Trésor di Lancôme, Paris di Yves Saint-Laurent e True Love di Elizabeth Arden.
Nel 1994, e poi nuovamente nel 1999, Sophia Grojsman ha ricevuto il riconoscimento Cosmetic Executive Women's Achiever Award, per il suo lavoro nel campo della profumeria. Inoltre ha ricevuto il Living Legend Award dalla American Society of Perfumers nel 1996.

## Principali profumi creati
A Lab on Fire
- Rose Rebelle Respawn (2013)

Bill Blass
- Nude

Boucheron
- Jaipur (1994)

Bvlgari
- Bvlgari Pour Femme (1994)

Calvin Klein
- Eternity (1988)

Céline
- Magic (1996)

Christian Lacroix
- Christian Lacroix (1999)
- Diamonds and Rubies (1993)
- White Diamonds (1991)

Estée Lauder
- Beautiful (1985)
- Spellbound (1992)
- White Linen (1978)

Frederic Malle
- Outrageous! (2007)

Gloria Vanderbilt
- Vanderbilt (1982)

HRH Princess Elizabeth
- E
- Jelisaveta

Karl Lagerfeld
- Sun Moon Stars (1994)

Kenzo
- Kashaya (1994)

Lalique
- Lalique (2002)

Lancôme
- Trésor (1990)

Laura Biagiotti
- Sotto Voce (1996)

Paloma Picasso
- Tentations (1996)

Perry Ellis
- 360°

Prescriptives
- Calyx (1987)

S-Perfume
- 100% Love

Yves Saint-Laurent
- Paris (1983)
- Paris Premieres Roses (2003)
- Yvresse (1993)